# Barnes Manufacturing Company
Barnes Manufacturing Company war ein US-amerikanischer Hersteller von Automobilen.

## Unternehmensgeschichte
Das Unternehmen wurde 1907 in Sandusky in Ohio gegründet. Im gleichen Jahr begann die Produktion von Automobilen. Die Markennamen lauteten Barnes und Servitor. 1910 endete die Produktion.

## Fahrzeuge

### Markenname Barnes
Diese Marke gab es von 1907 bis 1910. Ein luftgekühlter Vierzylindermotor trieb die Fahrzeuge an. Einzige Karosserieform war ein Roadster.

### Markenname Servitor
Diese Marke war nur 1907 auf dem Markt. Die Wagen hatten ebenfalls einen luftgekühlten Vierzylindermotor. Die Motorleistung von 20 PS wurde über ein patentiertes Zweigang-Planetengetriebe und eine Kardanwelle an die Hinterachse übertragen. Der Radstand betrug 229 cm. Auch er war nur als zweisitziger Roadster erhältlich. Der Neupreis betrug 1250 US-Dollar. Zum Vergleich: Das etwas schwächere Ford Modell S kostete nur 750 Dollar.